# Shockley Semiconductor Laboratory

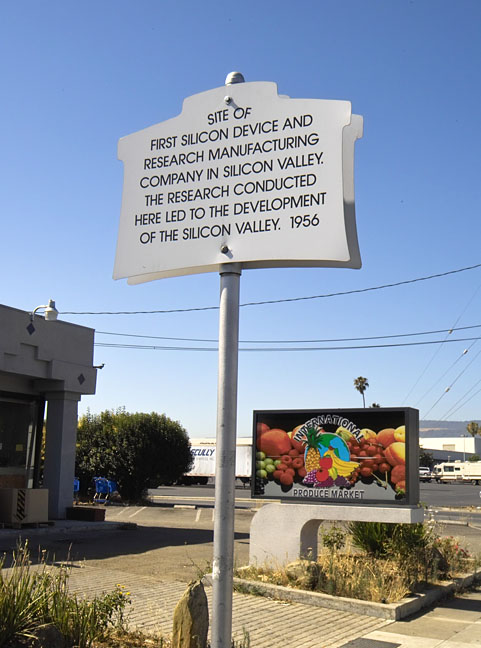
Das ursprüngliche Gebäude der Shockley Lab mit Gedenktafel in 391 San Antonio Road, Mountain View. Im Jahr 2009 befand sich ein Supermarkt in dem Gebäude

Das Shockley Semiconductor Laboratory war das erste Unternehmen, welches elektronische Bauelemente wie Transistoren auf der Basis des heute allgemein üblichen Halbleiterwerkstoffes Silicium entwickelte und damit den Grundstein des Silicon Valley im US-Bundesstaat Kalifornien legte.

## Geschichte
Das Shockley Semiconductor Laboratory wurde von dem Namensgeber William B. Shockley im Jahr 1956 als Abteilung des Laborgeräteherstellers Beckman Instruments in Mountain View gegründet. Zu der Zeit wurden Transistoren primär aus dem Halbleiterwerkstoff Germanium gefertigt, welcher gegenüber Silicium technisch schlechtere Eigenschaften aufweist. Shockley war mit der Idee einer auf Silicium basierenden Halbleitertechnik nicht der erste: Bereits im Jahr 1954 kündigte der Halbleiterhersteller Texas Instruments Siliciumtransistoren an. Shockley wollte die damals unzureichenden Produktionsverfahren der Silicium-Ingots verbessern. Der Grund der damaligen technischen Schwierigkeiten lag im hohen Schmelzpunkt von Silicium. Shockley konnte zu diesem Zweck einige Spezialisten gewinnen. 
Neben der Entwicklung von Bipolartransistoren, welche im Aufbau aus drei unterschiedlich dotierten Halbleiterschichten bestehen, arbeitete er an damals neuartigen Halbleiterbauelementen mit vier Schichten, wie der so genannten Shockley-Diode, welche allerdings durch die einige Jahre später einsetzende Entwicklung von integrierten Schaltungen nicht die erwartete Bedeutung erlangten. Shockley hatte zu der Zeit Angst, dass seine Arbeiten zu früh bekannt werden und hielt Ergebnisse selbst gegenüber den engsten Mitarbeitern geheim. Dadurch, und durch Shockleys eigenwilligen Führungsstil, kam es im Team zu wiederholten Spannungen welche 1957 in der Kündigung von acht wesentlichen Mitarbeitern, unter anderem den späteren Intel-Mitbegründern Gordon Moore und Robert Noyce, resultierten. Shockley bezeichnete sie als die Traitorous Eight (dt.: verräterische Acht). Wenige Monate nach dem Weggang aus dem  Shockley Semiconductor Laboratory gründeten sie den Halbleiterhersteller Fairchild Semiconductor.
Die Abteilung wurde 1960 von dem Rüstungsunternehmen Clevite aufgekauft, und kurze Zeit nach der Übernahme durch die ITT Corporation im Jahr 1968 geschlossen.